# Torre San Patrizio
Torre San Patrizio (en dialecte : La Torra ou La Tora) est une commune italienne d'environ 2 100 habitants, située dans la province de Fermo, dans la région Marches, en Italie centrale.

## Administration
| Période                                  | Période | Identité | Étiquette | Qualité |
| ---------------------------------------- | ------- | -------- | --------- | ------- |
|                                          |         |          |           |         |
| Les données manquantes sont à compléter. |         |          |           |         |

## Personnalités liées à la commune
Roberto Galletti (1879-1932), pionnier de la télégraphie sans fil, est né à Torre San Patrizio.

### Communes limitrophes
Fermo, Monte San Pietrangeli, Monte Urano, Montegranaro, Rapagnano